# Walter Rolfo
Walter Rolfo (Torino, 22 febbraio 1972) è un autore televisivo, scrittore e illusionista italiano.

## Inizi della carriera
Inizia a occuparsi di magia e illusionismo all'età di dodici anni sotto la guida di Enzo Pocher, Vittorio Balli e Don Silvio Mantelli. Nel 1993 vince il concorso per prestigiatori I Re Maghi (in onda su Rai 1) e a Roma il Trofeo Chabernot. Da allora ha partecipato a diverse trasmissioni televisive e si è esibito in numerosi festival e congressi d'arte magica. Dopo essersi laureato in Ingegneria gestionale presso il Politecnico di Torino, nel 2001 inizia a lavorare in Rai come autore al fianco di Michele Guardì. Nel 2003 entra nella struttura sperimentazione di Rai Due, sotto la vice direzione di Gian Stefano Spoto, dove gestisce progetti e programmi e collabora anche in veste di autore e conduttore.

## Programmi televisivi
Nel 2005, con Gian Stefano Spoto, ha scritto Bye Bye Baby (Rai 2), Nel 2006 ha scritto e condotto ArcanA (Rai 2). Nel 2009 ha scritto e condotto il reality show Sei nel mirino (Sky). Nel 2010 ha ideato Masters of Magic (Rai 2). Nel 2011 ha scritto e condotto The Secret (Rai 2) e ideato Cartoon Magic (Rai 2). Nel 2013 ha ideato e prodotto La Grande Magia - The Illusionist (Canale 5). Nel 2015 ha ideato, scritto e condotto insieme a Gerry Scotti il programma Masters of Magic, in onda in prima serata su Canale 5 di Mediaset dal 2 al 23 giugno 2016.

## Illusionismo
Dal 2008 è presidente del Congresso Magico Masters of Magic. Nel 2015 ha presieduto il comitato organizzatore del 26° World Championship of Magic, il campionato mondiale di magia, promosso dalla Fédération Internationale des Sociétés Magiques, che si è svolto a Rimini dal 6 all'11 luglio 2015. Attualmente Presidente del comitato organizzatore dello European Championship of Magic FISM ITALY 2024 e World Championship of Magic FISMT ITALY 2025.

## Spettacoli e Direzione Artistica
Dal 2013 porta in giro per l'Italia un one man show, scritto con Alessandro Marrazzo, dal titolo "L'arte di realizzare l'impossibile"  docu-show alla scoperta dei più affascinanti misteri della mente. Nel 2014 ha partecipato come speaker al TEDxTrastevere con una conferenza dal titolo "L'arte di realizzare l'impossibile" durante la quale ha raccontato della propria esperienza a bordo della Costa Concordia il 13 gennaio 2012. È CEO di Masters of Magic, azienda specializzata in eventi live e televisivi legati all'illusionismo e alla magia. 
È direttore artistico di spettacoli e festival, fra cui: nel 2012 il MagiKro Festival di Crotone, nel 2018 e nel 2019, il Capodanno Magico della Città di Torino; nel 2019, il Capodanno Magico della Città di Sanremo;  dal 2018  al 2020, “Torino Un Natale Magico”; 6 edizioni del Festival “Parma Street Magic”; nel 2019 e nel 2020, il Festival estivo “Treviso Arte Magica”.
Dal 2022 è presidente della Fondazione della Felicità ETS. ed è l'inventore di «Happiness on Tour», uno spettacolo motivazionale per promuovere l'educazione alla felicità con la partecipazione di 20.000 persone al Forum di Assago.
Nel 2024 Walter Rolfo è stato nominato Direttore Artistico della Fédération Internationale des Sociétés Magiques (FISM) dal consiglio direttivo internazionale. Tale incarico ha lo scopo di incrementare la visibilità globale della federazione e valorizzare le eccellenze artistiche dei Campionati Mondiali di Magia organizzati dalla stessa FISM.
Nel 2025 è il Direttore artistico e il conduttore delle Cerimonia di apertura e di chiusura delle Universiadi FISU World University Games Torino 2025 
Il 10 maggio 2025 presenta all'Arena di Verona lo spettacolo il "Cielo è di tutti", dove per la prima volta l'Arena di Verona dà vita a un evento musicale per famiglie con 800 bambini in scena.

## Guinness dei primati
Walter Rolfo è presente con cinque record nel Guinness dei primati : nel 2008, per il più alto numero di conigli tirati fuori da un cappello; nel 2010 per il maggior numero di maghi coinvolti in uno show di magia; nel 2011, per il più alto numero di bicchieri – 66 – rotti con la forza del pensiero; nel 2015 per lo show di magia con più artisti all'interno: 134 performers per 7 ore di spettacolo durante tutta la notte all'interno del 26º Campionato Mondiale di Magia tenutosi a Rimini; il 31 dicembre 2018, in occasione dello spettacolo di capodanno della città di Torino di cui Walter Rolfo era produttore e conduttore, per il maggior numero di persone che hanno eseguito la stessa magia contemporaneamente (12.514).

## Premi e riconoscimenti
Membro del Magic Circle di Londra, con riconoscimento "Gold Star".
Premio Wizard Trophy, Mosca.
Socio onorario del Club Magico Italiano.
Nel 2020 viene nominato ambasciatore da Tik Tok Italia per la Giornata mondiale della gentilezza.

## Libri
Il Codice Della Felicità: 8 supereroi per allenare i tuoi talenti e scegliere di essere felice, 2023.
L'arte di realizzare l'impossibile, Sperling & Kupfer, 2017.
Be Happy. Il libro che ti rende felice, Sperling & Kupfer, 2018.
Le aziende felici lo fanno meglio* * il Budget, Sperling & Kupfer, 2024